# Scottish Second Division 2010/11
Die Scottish Football League Second Division wurde 2010/11 zum 36. Mal nach Einführung der Premier League als dritthöchste schottische Liga ausgetragen. Zudem war es die sechsunddreißigste Austragung als dritthöchste Fußball-Spielklasse der Herren in Schottland unter dem Namen Second Division. In der Saison 2010/11 traten 10 Vereine in insgesamt 36 Spieltagen gegeneinander an. Jedes Team spielte jeweils viermal gegen jedes andere Team. Bei Punktgleichheit zählte die Tordifferenz.
Die Meisterschaft gewann der Aufsteiger FC Livingston, der sich damit gleichzeitig die Teilnahme an der First Division-Saison 2011/12 sicherte. An den Aufstieg-Play-offs nahmen Ayr United, Forfar Athletic und Brechin City teil. Der Vizemeister aus Ayr konnte sich in dieser erfolgreich durchsetzen und neben Livingston aufsteigen. In der Relegation um den Verbleib in der Second Division kämpfte vergeblich Alloa Athletic. Absteigen in die Third Division musste zudem der FC Peterhead. Torschützenkönig mit 21 Treffern wurden Mark Roberts von Ayr United und Iain Russell vom FC Livingston.

## Statistiken

### Abschlusstabelle
| Pl. | Verein              | Sp. | S  | U  | N  | Tore    | Diff. | Punkte |
| --- | ------------------- | --- | -- | -- | -- | ------- | ----- | ------ |
| 1.  | FC Livingston (N)   | 36  | 25 | 7  | 4  | 079:330 | +46   | 82     |
| 2.  | Ayr United (A)      | 36  | 18 | 5  | 13 | 062:550 | +7    | 59     |
| 3.  | Forfar Athletic (N) | 36  | 17 | 8  | 11 | 050:480 | +2    | 59     |
| 4.  | Brechin City        | 36  | 15 | 12 | 9  | 063:450 | +18   | 57     |
| 5.  | FC East Fife        | 36  | 14 | 10 | 12 | 077:600 | +17   | 52     |
| 6.  | Airdrie United (A)  | 36  | 13 | 9  | 14 | 052:600 | −8    | 48     |
| 7.  | FC Dumbarton        | 36  | 11 | 7  | 18 | 052:700 | −18   | 40     |
| 8.  | FC Stenhousemuir    | 36  | 10 | 8  | 18 | 046:590 | −13   | 38     |
| 9.  | Alloa Athletic      | 36  | 9  | 9  | 18 | 049:710 | −22   | 36     |
| 10. | FC Peterhead        | 36  | 5  | 11 | 20 | 047:760 | −29   | 26     |

Platzierungskriterien: 1. Punkte – 2. Tordifferenz – 3. geschossene Tore – 4. Direkter Vergleich (Punkte, Tordifferenz, geschossene Tore)
| Saison 2010/11 |

| Zum Saisonende 2009/10 |                                   |
| (A)                    | Absteiger aus der First Division  |
| (N)                    | Aufsteiger aus der Third Division |

## Relegation
Teilnehmer an den Relegationsspielen waren Alloa Athletic aus der diesjährigen Second Division, sowie die drei Mannschaften aus der Third Division, Albion Rovers, FC Queen’s Park und Annan Athletic. Die Sieger der ersten Runde spielten in der letzten Runde um einen Platz für die folgende Scottish Second Division-Saison 2011/12.
Erste Runde
Die Hinspiele wurden am 11. Mai 2011 ausgetragen. Die Rückspiele am 14. Mai 2011.
|                 | Gesamt |                | Hinspiel | Rückspiel |
| --------------- | ------ | -------------- | -------- | --------- |
| Annan Athletic  | 2:1    | Alloa Athletic | 2:1      | 0:0       |
| FC Queen’s Park | 1:3    | Albion Rovers  | 1:1      | 0:2       |

Zweite Runde
Das Hinspiel wurde am 18. Mai 2011 ausgetragen. Das Rückspiel am 22. Mai 2011.
|               | Gesamt |                | Hinspiel | Rückspiel |
| ------------- | ------ | -------------- | -------- | --------- |
| Albion Rovers | 4:3    | Annan Athletic | 3:1      | 1:2       |